# Rome (Illinois)
Rome – jednostka osadnicza w Stanach Zjednoczonych, w stanie Illinois, w hrabstwie Peoria.